# Golveffekt
Golveffekt är ett begrepp som används i huvudsak inom forskningsmetodik.
En golveffekt uppstår då ett mätinstrument (t.ex. en skattningsskala för depression) har en nedre begränsning som gör att det inte kan uppfatta skillnader under en viss gräns eller "golv".